# Damalis quasimodo
Damalis quasimodo là một loài ruồi trong họ Asilidae. Damalis quasimodo được Oldroyd miêu tả năm 1960.